# サンガスタジアム by KYOCERA
サンガスタジアム by KYOCERA（サンガスタジアム バイ きょうセラ）は、京都府亀岡市にある球技専用スタジアム。京都府が建設主体となって整備し、フィットネスクラブ・スイミングクラブの経営を手がける株式会社ビバと、Jリーグ・京都サンガF.C.の運営会社である株式会社京都パープルサンガの2社が設立した合同会社ビバ&サンガが指定管理者として運営している。
条例上の名称は「京都府立京都スタジアム」（きょうとふりつきょうとスタジアム）だが、開場時から京セラ（本社：京都市伏見区、京都サンガF.C.のトップスポンサー）が命名権を取得し「サンガスタジアム by KYOCERA」（サンガスタジアム バイ きょうセラ、略称：サンガS）の名称が用いられる（詳細は後述）。
スポーツ庁と経済産業省は、多機能で高収益な施設として「多様な世代が集う交流拠点としてのスタジアム・アリーナ」のモデル拠点の一つとして本スタジアムを選定している。

## 施設概要

### 球技場施設
フィールドの広さは南北126m×東西84mであり、建物は鉄筋コンクリート造、鉄骨造で地上4階、高さは27.6m。亀岡駅の東側に位置する。
- 建築面積 - 約16,000m2
- 延床面積 - 35,601.30m2[8]
- 敷地面積 - 約33,140m2

座席数は21,670席（メインスタンド：3,910、バックスタンド：6,780、北サイドスタンド：5,530、南サイドスタンド：5,450）。ピッチの芝はバミューダグラスのセレブレーション。ピッチとスタンドとは1.2メートルの高低差があり、南北のスタンドの下に通風口がある。
映像設備は、大型映像装置「オーロラビジョン」2面（各縦6.72メートル×横11.52メートル）が北東と南西のコーナーに、横長の表示装置「オーロラリボン」3面（縦0.96メートル×横82.56メートル：1面、縦0.96メートル×横46.08メートル：2面）が東スタンド（バックスタンド）の1階壁面と南北のスタンド前に、デジタルサイネージ43台（50V型×39台、40V型×4台）が2階のオープンコンコースに設置されている。
スタンドの下に商業店舗（1800m2）、4階にテラス席のあるレストラン（500m2）も設置される。
スタジアム屋根には電池容量936キロワットの太陽光発電設備が設置されている他、スタジアム外周部にはフルカラーの発光ダイオード（LED）を用いた街路灯、スタジアム南壁面にリチウムイオン蓄電システムが配備されている。

### スポーツクライミング施設
バックスタンドの下にクライミング施設（1,100m2）が備わる。屋内施設としては日本で初めて、ボルダリング、リード、スピードの3種目で国際競技基準を満たす。
- リードウォール - 幅19.8メートル×高さ16.5メートル
- スピードウォール - 幅6メートル×高さ15.8メートル（2レーン）
- スピード練習ウオール（スピードウオールを４分割した個別練習ウオール）
- ボルダリングウォール - 幅27メートル×高さ4.8メートル
- キッズウォール - 幅14メートル×高さ3.2メートル

### その他付帯施設
- 貸会議室
- SKY-FIELD 
  - VR/フィットネスゾーン
  - eスポーツゾーン
  - コワーキングゾーン
- 3x3バスケットボールコート2面
- ドローンサッカー
- Football Diner - フードコート。2022年4月リニューアルオープン[22]
- スタジアムウェディング
- ひばっこ保育園 - 株式会社ビバが運営する保育所。2021年6月1日開園[23]。
- 足湯施設 - 2021年11月開設[24]

## 命名権
オープン後のスタジアムの整備に伴う公共的機能の維持・向上に資する財源確保のため、京都府内に本社・支店を置く企業を対象に「年間1億円以上、供用開始から10年間以上」の条件で2019年4月1日からネーミングライツパートナー（命名権者）を募集。これに京都市伏見区に本社を置く京セラが唯一応募。2019年6月25日付で京セラを優先交渉者に選定し、開場時より「サンガスタジアム by KYOCERA」（サンガスタジアム バイ きょうセラ、略称：サンガS）の名称が用いられる。ただし、クリーンスタジアム規定などにより命名権の使用が認められない場合、条例上の名称である「京都府立京都スタジアム」の名を使用する。東京オリンピック聖火リレーや、2026年アジア競技大会などでこの名称が使用された。

## アクセス
- JR山陰本線・亀岡駅より徒歩3分[1]

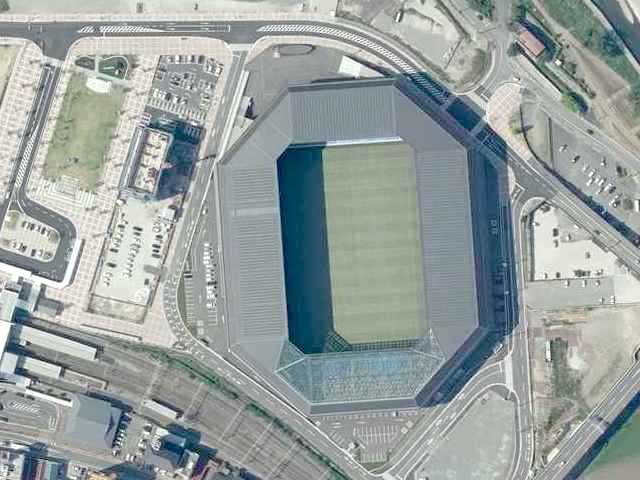
航空写真（2020年8月）

- 各線京都駅・駅前C2乗り場より京阪京都交通バスで「JR亀岡駅南口」「JR亀岡・保津川行き」に乗車して「JR亀岡駅南口」で下車、徒歩5分[28]
- 阪急京都線桂駅東口より京阪京都交通バスで「JR亀岡駅南口」「JR亀岡・保津川行き」に乗車して「JR亀岡駅南口」で下車、徒歩5分[28]
- 亀岡インターチェンジ又は篠インターチェンジより車で10分[1]

## 開催された主なイベント・大会

### サッカー

#### 国内大会
- 京都サンガF.C.のJリーグ公式戦（2020年 - ）
- 日本フットボールリーグ（JFL）公式戦（2022年9月25日 鈴鹿ポイントゲッターズ vs 東京武蔵野ユナイテッドFC）
- 天皇杯全日本サッカー選手権大会（2022年 - ）
- 京都FAカップ京都サッカー選手権大会（2020年 - ）
- 全国高等学校サッカー選手権大会京都府大会（2020年 - ）
- 皇后杯 JFA 全日本女子サッカー選手権大会（2020年 - ）
  - 第42回大会決勝 日テレ・東京ヴェルディベレーザ vs 浦和レッズレディース
  - 第43回大会決勝 三菱重工浦和レッズレディース vs ジェフユナイテッド市原・千葉レディース
- バニーズ京都SCのなでしこリーグ2部公式戦（2020年）

#### 国際大会
- サッカー日本代表強化試合
  - 2021年7月14日：日本女子代表×オーストラリア女子代表
  - 2024年3月22日：U-23日本代表×U-23マリ代表
- 欧州クラブのプレシーズンマッチ
  - Jリーグインターナショナルシリーズ2024 京都サンガF.C. vs VfBシュトゥットガルト

### 他のスポーツ
- 関西学生アメリカンフットボールリーグ公式戦（2022年 - ）
- 3x3 WEST 2022 KYOTO ROUND（2022年9月24日）
- パルクール鬼ごっこ日本選手権2022（2022年12月17日）

### その他
- 「麒麟がくる」大河ドラマ館（2020年1月11日 - 2021年2月14日） - NHK大河ドラマ『麒麟がくる』の放送期間に合わせて、バックスタンド下の特設会場に「麒麟がくる 京都亀岡大河ドラマ館」と土産店「光秀大河物産館」が開館した[29][30][31]。入館者数は延べ10万1260人。
- 東京オリンピック聖火リレー（2021年5月25日 - 26日） - 当日は芝生の上に保護マットを引いた上で、ランナーのほか大会関係車両2台が各日20周、2日間で計約160分間走行。直後の5月30日に行われたJ2リーグ第16節で走行コースと同じ形状に茶色く変色した芝生が公になったことで騒動となった[32][33]。競技には影響はなかったが[34]、7月に芝生の張り替え作業が実施された。復旧費用は約1600万円で京都府が大半を負担した[35]。
- COVID-19ワクチン接種会場（2021年6月15日 - 8月9日、8月17日 - 10月10日） - バックスタンドとメインスタンド側の屋内2箇所に接種会場が設けられた[36][37]。
- 亀岡平和祭保津川市民花火大会（2022年 - ） - 第71回大会よりスタジアムにて有料観覧エリアを設置。
- 亀岡市成人式/はたちの会（2021年 - ）

## 建設までの経緯
本施設の直接の建設計画は2010年から開始され2020年に完成したが、1992年以降に京都府や京都市によるサッカースタジアム建設計画の提案が繰り返されているため、28年の歳月をかけた建設と評されることが多い。

### 京都府立木津川右岸運動公園へのスタジアム建設計画

#### サッカーW杯開催会場としての建設計画
1992年、京都府は2002 FIFAワールドカップの国内会場誘致とスタジアム建設を表明した。
1995年1月、2002 FIFAワールドカップの開催会場に正式に立候補した京都府は、京都府城陽市の元々は山砂利の採取地であった木津川右岸東部丘陵地西端部に43,000人規模の国際試合規格のサッカー専用スタジアムを含む京都府立木津川右岸運動公園を建設することを発表。1996年3月に事業認可され用地買収に着手したが、1996年5月にワールドカップが大韓民国との共同開催となり、日本で開催地に立候補していた15自治体から開催地を10に絞り込む作業が行われ、1996年12月に京都府が開催地から落選したため、建設計画は中止された。

#### オリンピック開催会場としての建設計画
1998年9月京都府は、2008年大阪オリンピック構想のサッカー競技の開催地として、W杯の建設計画を見直しスタンドの規模を3万人収容に縮小して建設することを発表した。しかしオリンピック開催地から落選したことや住民ニーズの検証の結果、2003年7月に木津川右岸でのスタジアムは建設困難として中止した。

### 京都市横大路運動公園へのスタジアム建設計画
2002年8月、ばんばひろふみを中心に京都の音楽関係者や京都パープルサンガのサポーターらが「みやびの杜プラン推進委員会」を発足させ、コンサートも開催できるコミュニティー・スタジアムとショッピングやエンターテイメントの複合施設「みやびの杜」を提案し、2002年8月3日に建設の署名運動を開始した。
2003年1月、京都市横大路運動公園の土地を京都市が提供し、スタジアムは京都パープルサンガの母体である京セラや京都経済界が出資する官民一体型のスタジアム「みやびのスタジアム（仮称）」の建設が合意されたことが報道された。
2003年3月28日、「みやびの杜プラン推進委員会」から35万人の署名とともに要望書が京都府と京都市にそれぞれ提出された。
2004年1月、京都府、京都市、京都商工会議所で組織される「サッカースタジアム研究会」が発足し、調査を開始。
2004年9月30日、京セラ名誉会長の稲盛和夫が「来季にパープルサンガがJ1昇格できなくともスタジアムは着工したい」と私財を提供してスタジアムを作る意向を明らかにした。総工費100億円規模で府が20億円、市が15億円と用地提供、稲盛和夫と地元経済界が65億円を負担することで基本合意をした。
2004年12月24日、サッカースタジアム研究会が、3万人の収容が可能な多目的スタジアムの整備を求める基本方針を発表した。場所は京都市横大路運動公園以外は考えられないと結論を出した。
2005年、京都府、京都市、京都商工会議所で組織される「サッカースタジアム検討委員会」が発足し、整備計画を具体的に検討開始した。
2005年12月15日、運営に不可欠な新駅や駐車場などの確保が難しいことが報道された。それを受けて資金協力を申し出ていた京セラ名誉会長の稲盛和夫も私財提供を取りやめる意向を固めた。また「本来行政が整備すべきもので、私が資金を出すことに誤解や反発もあるようだ。この際、白紙に戻したい」とのコメントを出し、費用負担のあり方を巡り議会などとの折衝が難航していたことも取りやめた原因の一つであることを示した。
2005年12月22日、サッカースタジアム検討委員会は、維持管理費などで年間1億3600万円の赤字が発生するとの試算を公表した。「運営上の工夫が必要」とした。
2006年6月26日、サッカースタジアム検討委員会は、横大路運動公園内のスタジアム建設は交通アクセスなどの面から整備は困難との結論を出し、この計画は中止となった。

### 2010年からの京都府の建設計画
2010年11月4日、京都府は「京都府におけるスポーツ施設のあり方懇話会」を設置し、球技場新設の検討を開始した。
2010年11月、京都商工会議所などを中心に「京都・サッカースタジアムを推進する会」が発足。署名活動を行い、2011年6月15日にスタジアム建設を求める47万人の署名が京都府に提出された。

2011年11月、京都府は敷地の無償提供を条件に候補地を募ったところ、亀岡市、城陽市、舞鶴市、京丹波町、京都市 が申し出た。
立候補した自治体と建設候補地
| 自治体   | 住所                                               | 位置                                     | 最寄駅                          |
| -------- | -------------------------------------------------- | ---------------------------------------- | ------------------------------- |
| 京都市   | 京都市伏見区横大路下ノ坪（京都市横大路運動公園内） | 北緯34度54分51.18秒 東経135度44分4.39秒  | 京阪電鉄淀駅北東約1,600メートル |
| 城陽市   | 城陽市富野別所ヶ谷（京都府立木津川右岸運動公園内） | 北緯34度50分49.3秒 東経135度47分47.74秒  | JR長池駅北東約600メートル       |
| 亀岡市   | 亀岡市保津町上中島                                 | 北緯35度1分14.27秒 東経135度34分47.23秒  | JR亀岡駅北約250メートル         |
| 京丹波町 | 京丹波町豊田下川原166-1                            | 北緯35度10分23.69秒 東経135度24分59.22秒 | JR園部駅（距離記載無し）        |
| 舞鶴市   | 舞鶴市字白屋地内（青葉山ろく公園内）               | 北緯35度29分50.66秒 東経135度26分42.88秒 | JR東舞鶴駅北東約5,000メートル   |

2012年5月、専用球技場用地調査委員会は、京都市、城陽市、亀岡市の3候補に絞ったことを公表した。
2012年12月3日、委員会は各候補地は一長一短で委員の全員一致で決定することが難しいと京都府に報告した。
2012年12月26日、専用球技場が亀岡市に建設されることが正式に決定された。
なお、このときの亀岡市の候補地は、実際のスタジアム所在地とは異なる。

### 建築の計画
2013年4月25日、京都府より新球技場（仮称：京都スタジアム）に関する素案が発表された。亀岡市のJR亀岡駅北側に設置される都市公園内が建設地となり、敷地面積は12.8ヘクタール、入場可能数は25,000人、スタジアムの配置は長軸を南北、メインスタンドを西側とする。また、スタジアム最前列はフィールドと同じレベル（ゼロタッチ）とし、Jリーグだけでなく、ジャパンラグビートップリーグ、Xリーグ、日本女子サッカーリーグ（なでしこリーグ）などの試合が開催出来るように、日本サッカー協会スタジアム標準やJリーグ規約、Jリーグクラブライセンス交付規則、ジャパンラグビートップリーグ規約等に即したスタジアムとすることなどが主な内容である。
2014年1月17日、京都府は京都スタジアム（仮称）基本案作成業務を指名競争入札で東畑建築事務所に決定。基本構想等策定業務はオオバが担当した。
2014年3月6日、亀岡市長は市議会3月定例会の答弁で、スタジアム予定地の用地買収交渉について地権者99人の内98%から同意を得ていることを明らかにした。市は2014年度中に全地権者との売買契約締結を目指すとしている。
2014年4月8日、亀岡市は2019年のラグビーワールドカップの会場としてスタジアムを使うよう、京都府と協力して誘致活動を行うことを表明した。
2014年5月12日、亀岡市はスタジアム建設を含む「京都・亀岡保津川公園」の都市計画を決定した。
2014年8月11日、亀岡市はスタジアムを含む公園用地の内、約11万1,500平方メートルを地権者97名から約12億3,800万円で買収する旨の議案を亀岡市議会に提出すると発表した。
2014年9月3日、京都府が基本設計業務の公募型プロポーザルの手続きを開始し、10月31日に日建設計を選定した。
2015年6月9日、京都府公共事業評価第三者委員会において、「本体工事に入らなければ、事業をスタートしても良い」と設計費の予算計上が認められた。着工の判断自体は環境保全専門家会議の評価がまとまってから再度第三者委員会が下す予定となった。
2015年6月18日、京都府議会はスタジアムの設計費用を含む一般会計補正予算案を提出し、可決された。本体工事費は154億円となる。
2016年2月10日、京都新聞によると、アユモドキについての影響調査分析が長引いていることを理由として、京都府は着工日を当初予定の2016年4月から少なくとも1年以上先送りする方針と報じられた。

### 建設地内定後の批判

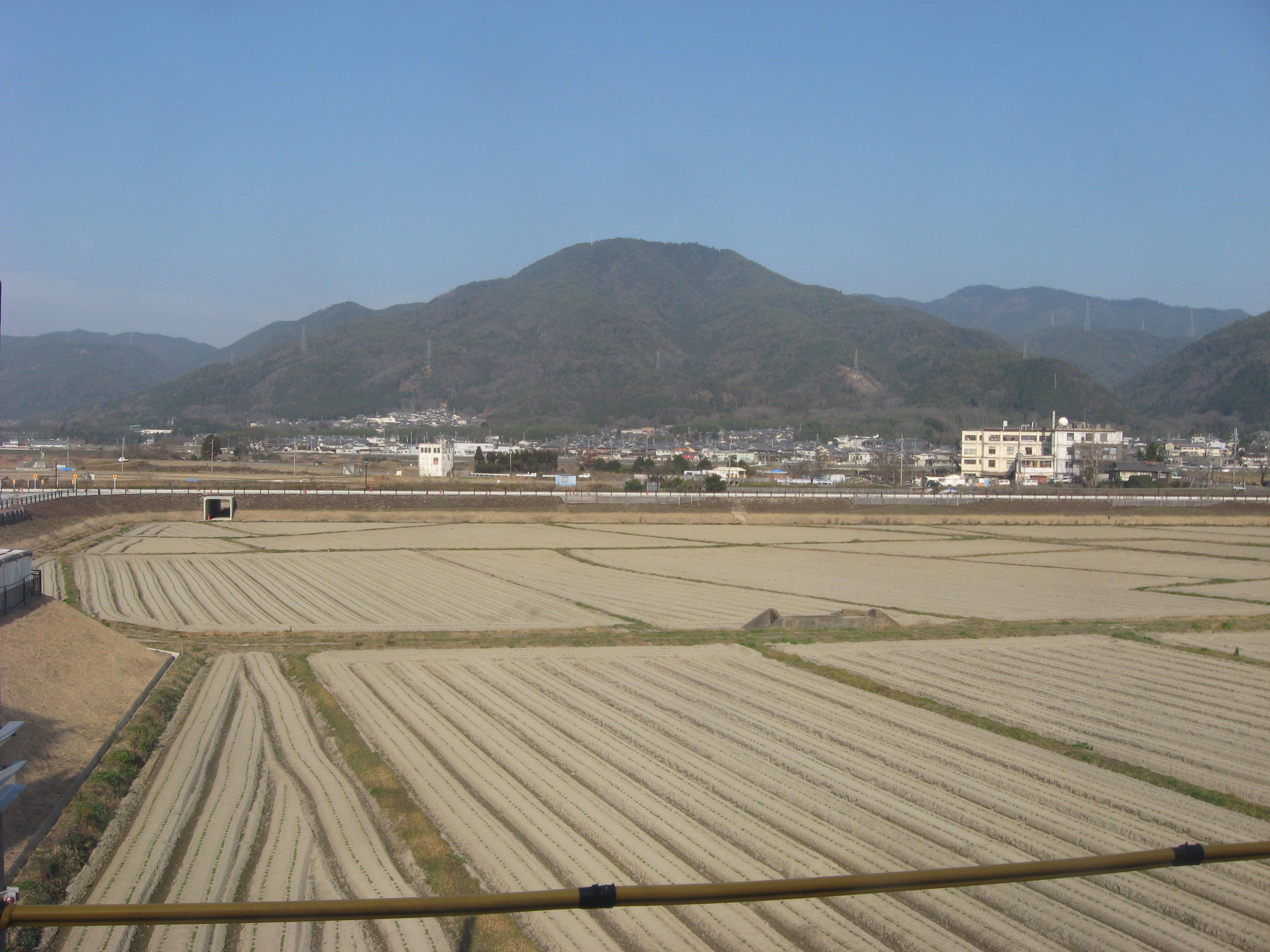
建設予定地に内定した亀岡駅北口の遠景（2008年1月撮影）

2013年1月21日、毎日放送（MBS）は、ニュース番組「VOICE」でスタジアム建設を取り上げた。同番組では立地面から集客は容易ではないと指摘した。これに対し、京都府は、交通アクセスの面で集客の問題はないと説明した。また、維持費の点について、御崎公園球技場を例にスタジアム運営が難しいことを紹介した。また、天然記念物アユモドキの生息への影響について指摘した。琵琶湖博物館の総括学芸員に取材し、都市化が進めば、アユモドキたちの住める所が減っていくと考えられる、との見解を紹介した。京都府知事はアユモドキの保護地区を設ける計画を説明した。
2013年3月5日、毎日新聞で日本魚類学会は、アユモドキが絶滅する恐れがあることから計画の白紙撤回を求める要望書を提出する意向を表明し、3月12日に提出した。同日、関西自然保護機構も同様の主旨の要望書を提出した。
京都府と亀岡市は、2013年4月25日の京都府議会で、同年5月1日に初の環境保全専門家会議を開く予定を明らかにし、5月1日に実施した。
また、2013年5月13日、自然保護活動をしている市民団体「亀岡みらいつくり隊」が、建設の是非を問う住民投票実施に向けて７月中にも署名活動を始めることを公表した。3274人分の署名を集め、2013年10月5日提出した。2013年12月11日、委員会採決で否決され、13日の本会議でも否決された。
2013年5月29日、日本魚類学会は「絶滅の懸念深まった」として計画の撤回を求める2回目の意見書を提出した。
2013年12月16日、地元の保津町自治会が建設推進の要望書を提出した。アユモドキへの悪影響を専門家らが指摘していることについて「無責任な議論が起こり、計画が進んでいない」とコメントした。それを受け、日本魚類学会は、スタジアム建設に反対しているわけではないとの声明を公表した が、回答では「貢献」「協力」「努力」などの抽象的な表現に留まり、具体的な方策等は示されなかった。
2016年8月24日、京都府は生態系に配慮し、建設予定地を変更すると発表した。

### 予定地変更から完成まで

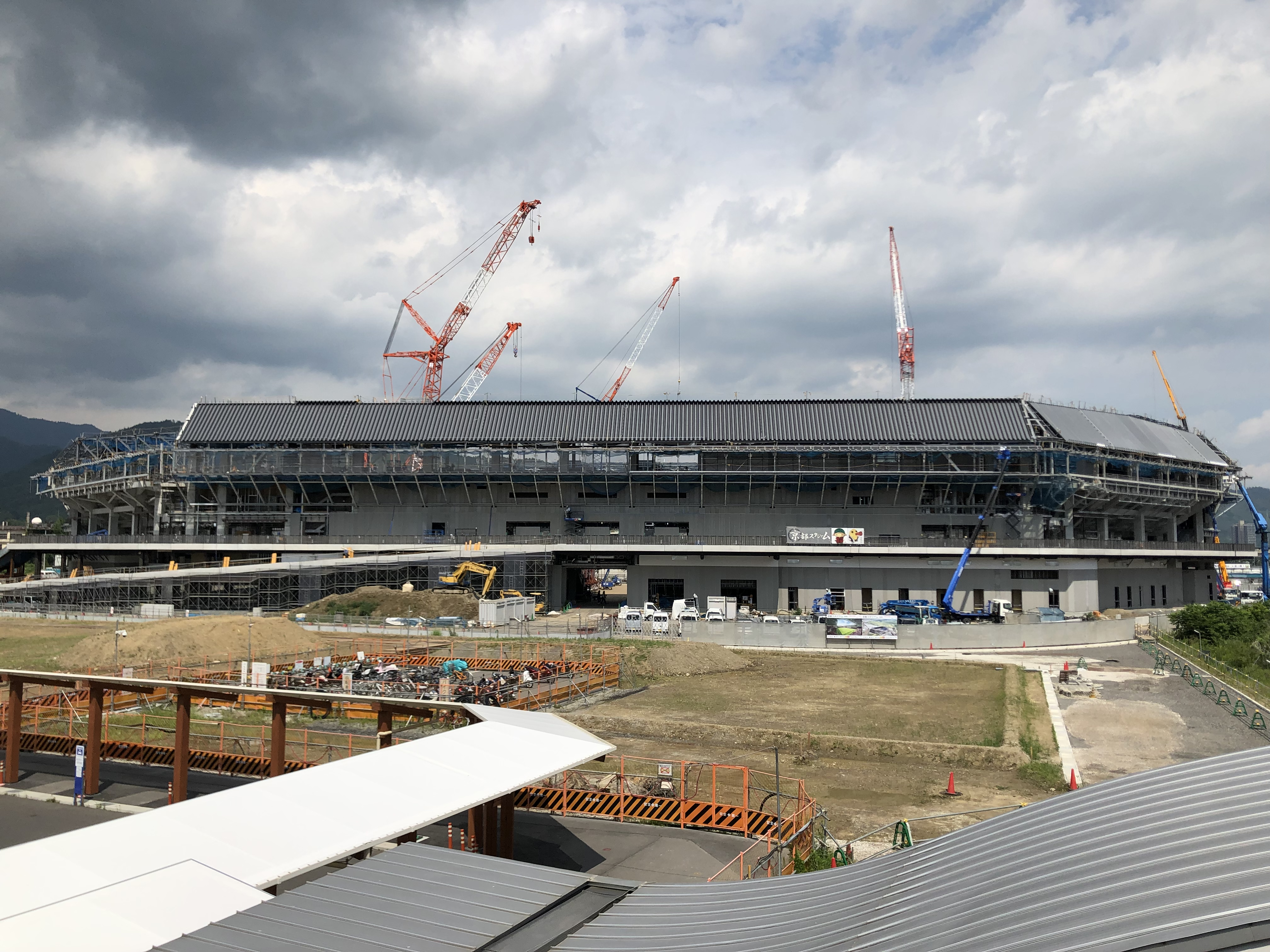
建設中のスタジアム(2019年7月12日)

2016年4月27日、環境保全専門家会議は、アユモドキの保全とスタジアムの早期完成の両立を目指す為にも、スタジアムの建設位置を従来の京都・亀岡保津川公園から既に都市計画区域内となった亀岡駅北土地区画整理事業地に変更する事などをまとめた座長提言を府と亀岡市に提出した。
2016年5月30日、亀岡市長は、座長提言に従ってスタジアムの早期完成とアユモドキ保全を両立させる為にも、駅北土地区画整理事業地予定地の土地を取得するかどうか検討していることを示した。また取得にあたって府に財政面での協力を求めることも示した。
2016年8月24日、京都府は、アユモドキ保全のため当初の予定地であった桂川右岸から300m南へ移し、JR亀岡駅北側の土地区画整理事業地に変更すると発表した。この建設地変更に伴い当初予定より亀岡駅に近接することとなったほか、当初予定したスタンド下への貯水ピット整備が不要になるなど周辺整備にも変更があり、その結果、府と市の負担額を合計した枠内に収まる見通しとした。また、都市公園内ではなくなることで営利目的の活動が制限されなくなる。京都府スポーツ施設整備課は「よりスタジアムの多機能化が図れ、地域活性化にも貢献できるはず」とコメントしている。
2016年11月24日、京都府は公募型プロポーザル方式で一部修正基本設計及び実施設計業務の設計者として東畑建築事務所を選定した。
2016年12月2日、内閣府の「平成28年度PPP/PFIに関する支援」において、京都府の「京都スタジアム(仮称)運営権PFI事業導入可能性調査」が支援対象に選定されたことが公表された。
2016年12月12日、スタジアムの完成予想図と施設の概要が報道された。建設予定地が変更され敷地が4分の1以下になったことに伴い、スタジアムの形は楕円形から八角形に変わり、スタンドは2層式が採用された。
2017年3月22日、京都府議会平成29年2月定例会において、専用球技場整備費を含む「平成29年度京都府一般会計予算」が賛成多数で可決された。本体工事費6億2000万円と、亀岡市と共同で用地取得する費用13億7000万円など計19億9500万円、19年度までの工事費の枠を確保する債務負担行為125億2500万円が含まれている。
2017年3月27日、亀岡市議会において、予定地取得費用20億511万7000円 を含む平成29年度亀岡市一般会計予算が可決された。
2017年3月30日、京都府亀岡市都市計画審議会において、スタジアム予定地周辺の都市計画変更案が可決された。
2017年4月12日、スポーツ振興くじtotoオフィシャルサイト上で、京都府の「京都スタジアム(仮称)整備事業」に対する30億円のスポーツくじ助成が公表された。Jリーグホームスタジアムへの助成としては国内3例目となる。
2017年5月17日、環境保全専門家会議において、工事の実施が了承された。
2017年6月5日、「平成29年度第1回京都府公共事業評価に係る第三者委員会」において、スタジアム工事着手が了承された。
2017年6月26日、亀岡市議会において、スタジアム予定地の土地を買収する市財政取得議案が可決された。
2017年7月4日、京都府議会において、スタジアム予定地の土地を買収する議案が可決された。
2017年7月10日、亀岡市と府は、第2回京都スタジアム(仮称)建設に係る市民説明会を開催。説明会資料においてフィールド126m×84mなど施設整備に関する正式な情報が公表された。なお、当初より予定していたピッチとスタンドとの高低差を可能な限り無くす「ゼロタッチ」の導入は芝の育成環境確保などから見送られた。
2017年9月30日、経済産業省は、地域未来投資促進法に基づいて支援を行う地方自治体の計画の第一陣を公表し、京都府亀岡市の「亀岡市の京都スタジアム等のスポーツ関連インフラを活用した観光・スポーツ分野」を活用した計画 が支援対象の1つとなった。スタジアム・アリーナ関連で地域未来投資促進法の支援を受ける国内初のケースである。
2017年10月27日、「京都スタジアム(仮称)新築工事(主体工事)」の一般競争入札において、93億円(税込)で応札した竹中工務店・公成建設・長村組JVに決定。その後、府議会12月定例会において本工事契約関連予算が可決された。
2018年1月20日、起工式が行われた。
2019年3月13日、京都府議会で条例が可決され、正式名称が「京都府立京都スタジアム」に決まる。
2020年1月11日に竣工式が行われ、併設のクライミング施設、大河ドラマ館およびフードコートが営業を開始した。2020年2月9日のプレシーズンマッチ・サンガvsセレッソ大阪の試合が球技場のこけら落としとなった。
2020年3月6日、建設財源として20億円の寄付を見込んでいたが1億5千万円にとどまっていることを公表した。不足分17億4700万円は府債で賄う。

## ギャラリー

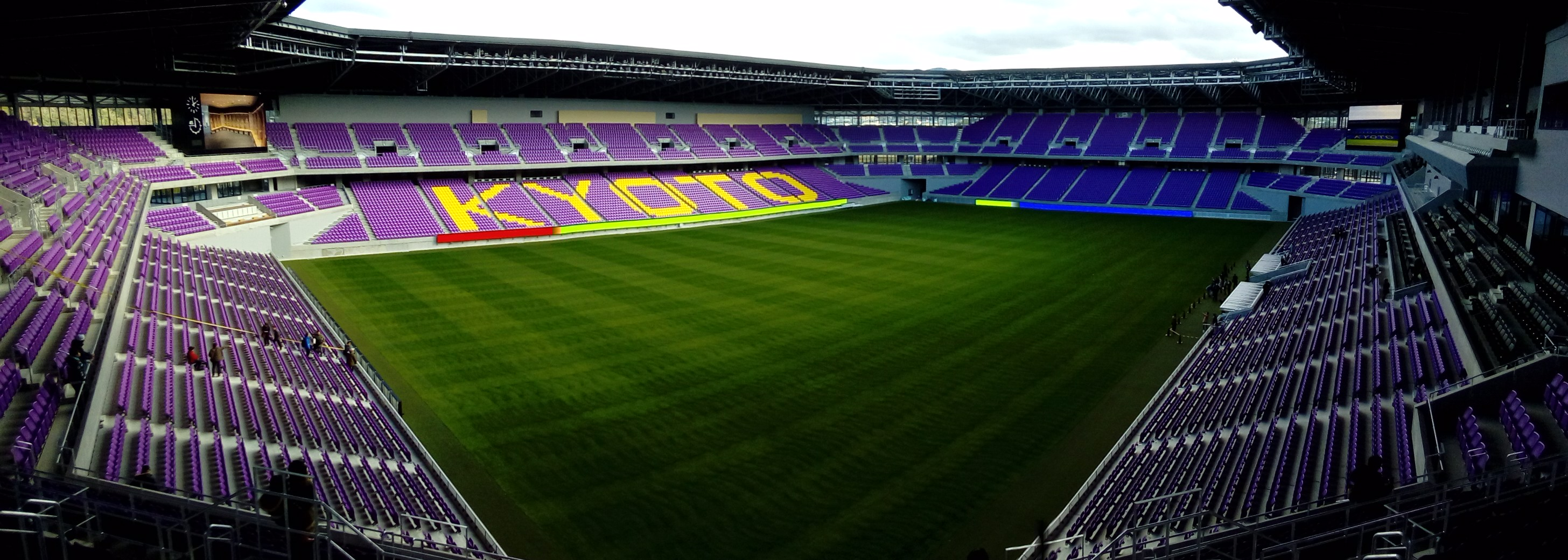
北スタンド上段より
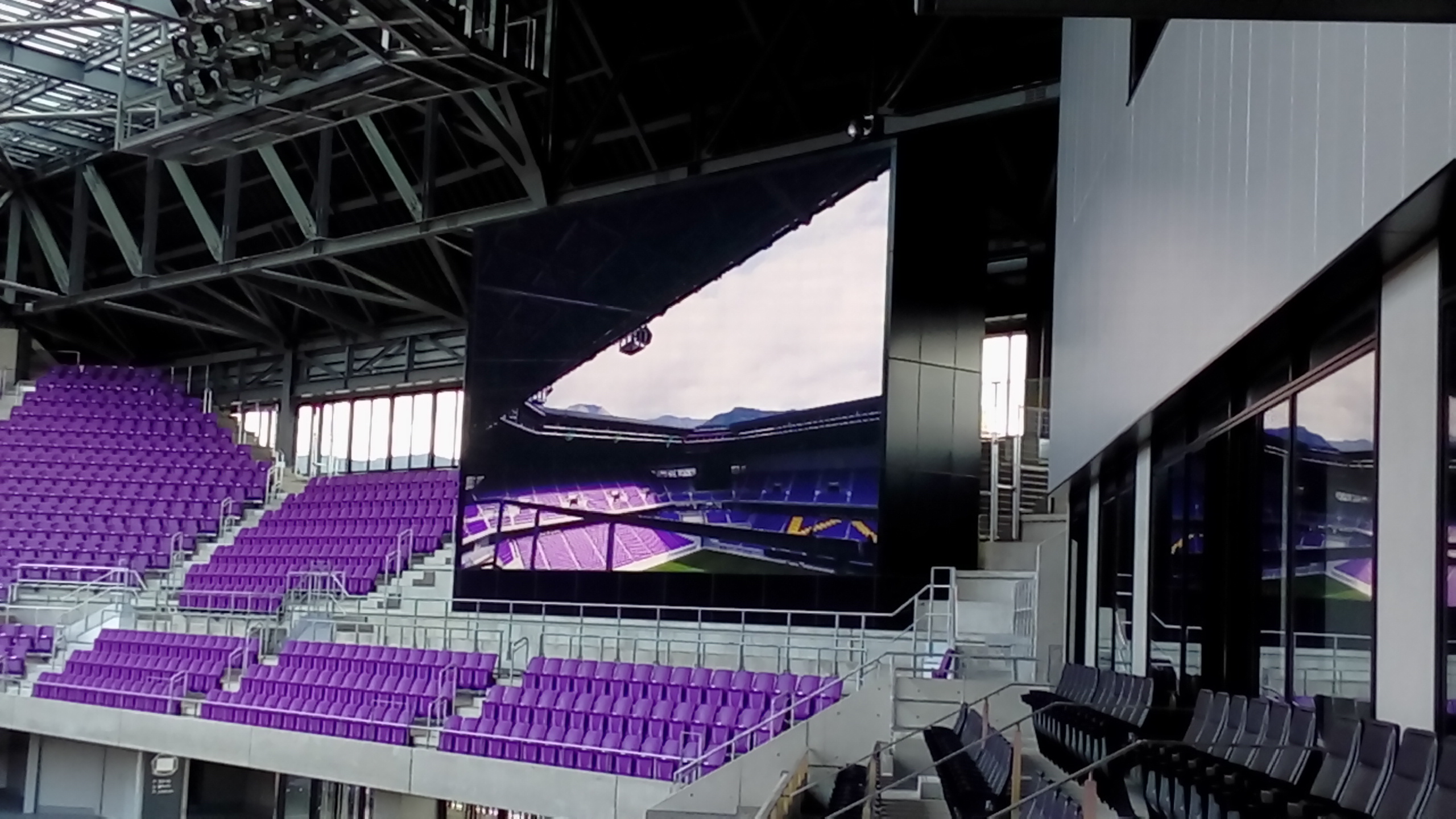
大型映像装置
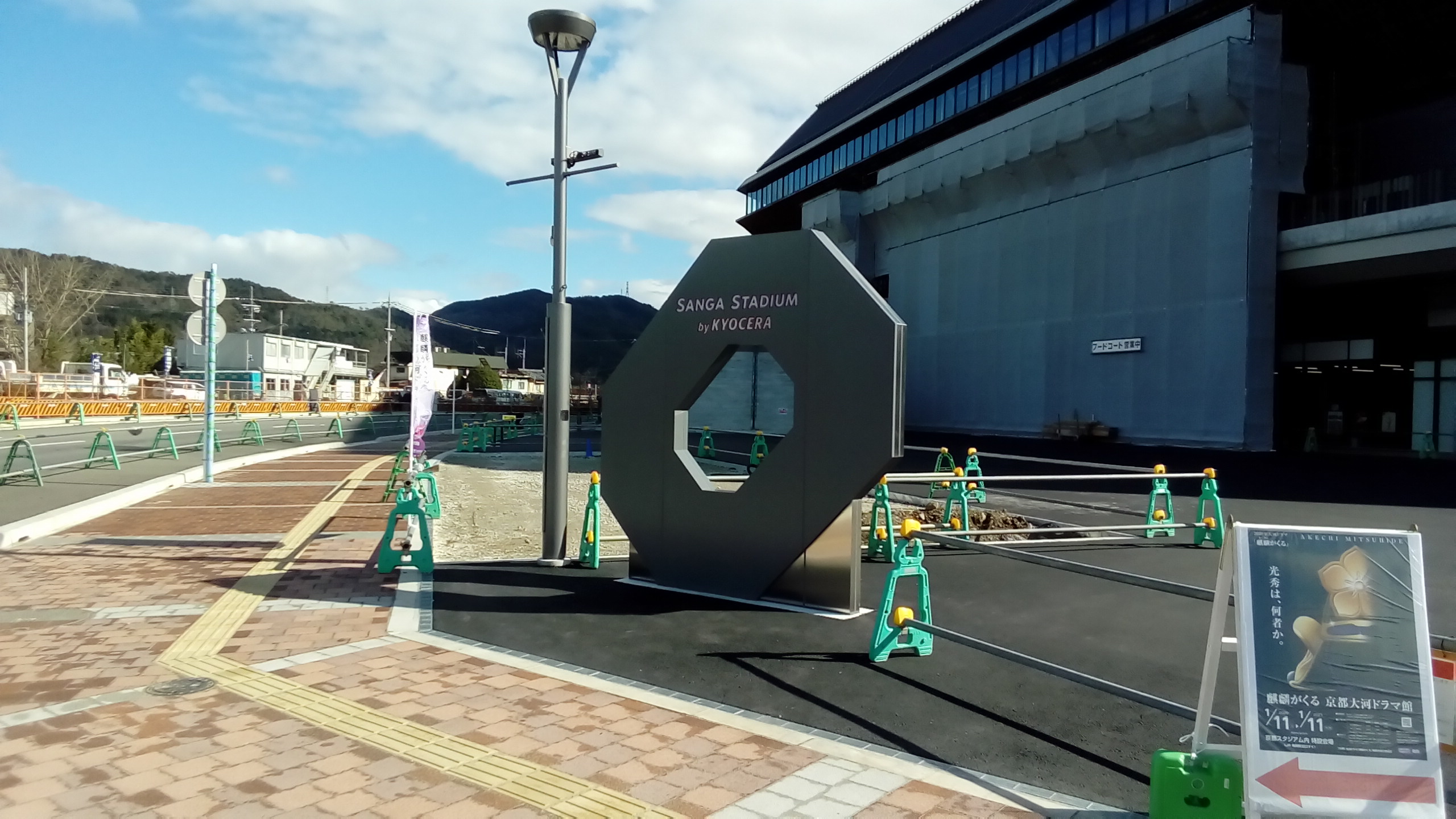
場外にあるモニュメント
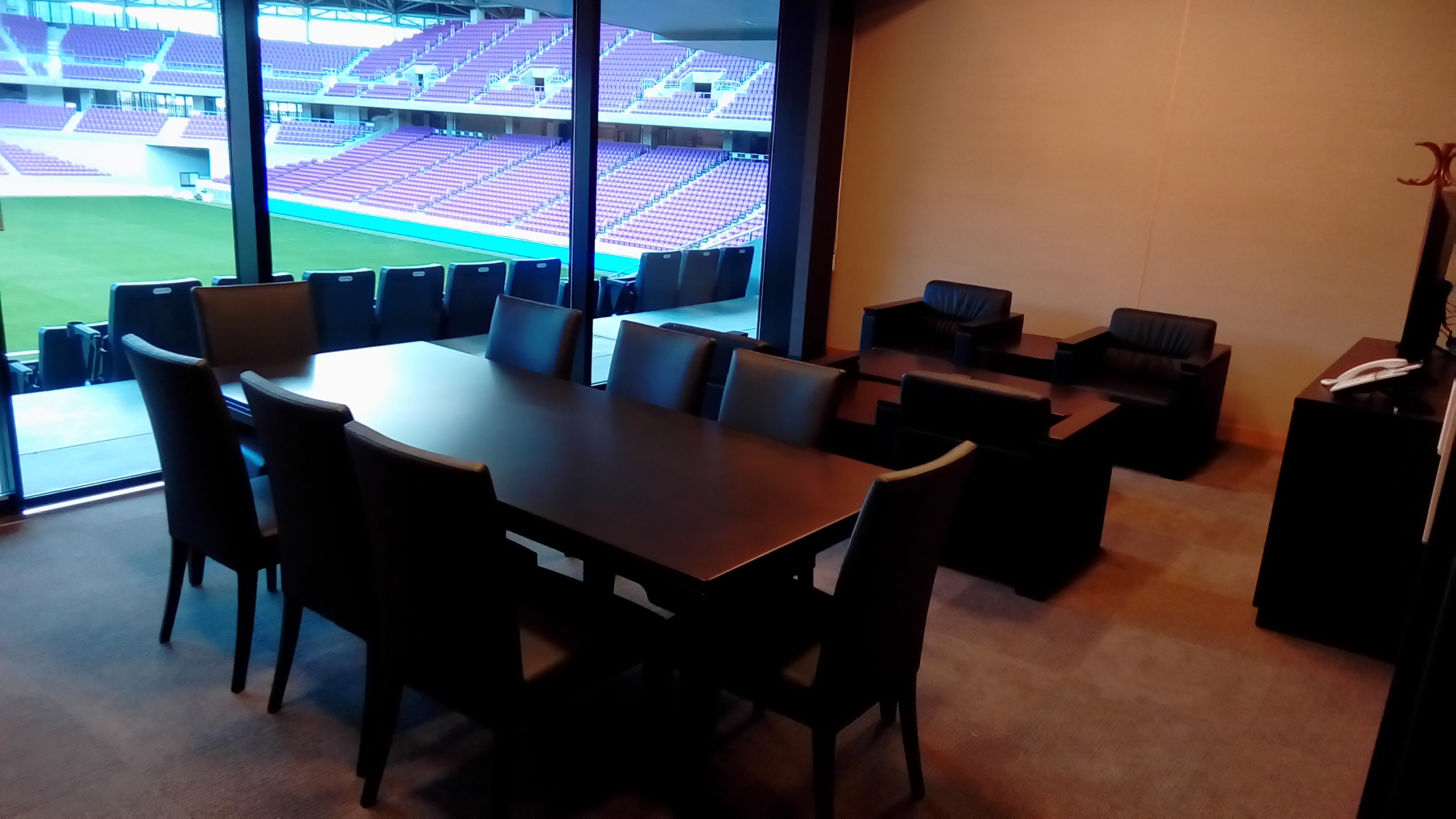
VIPルーム
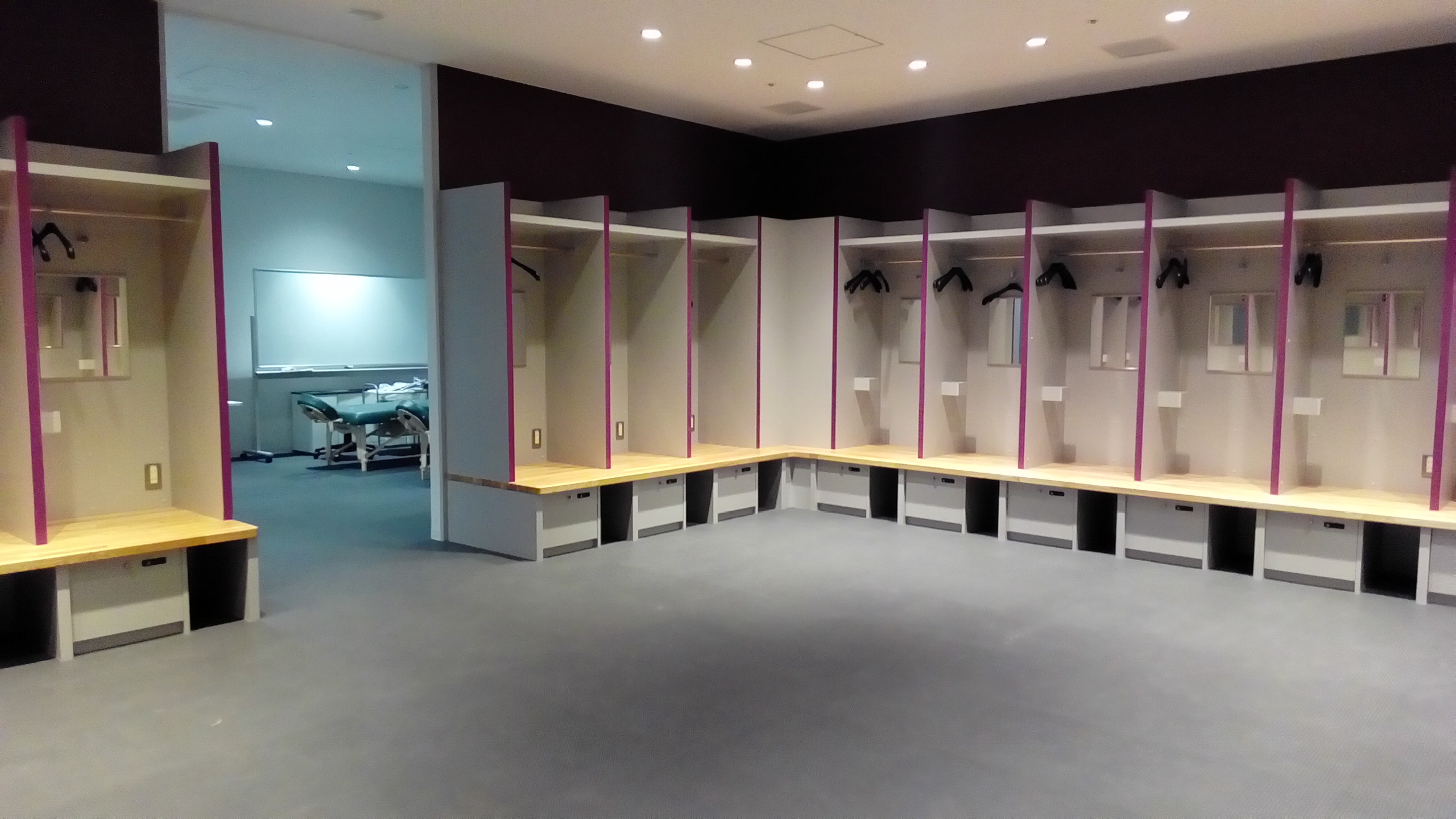
更衣室（ロッカールーム）